# 萊斯島
萊斯島（丹麥語：Læsø）是丹麥卡特加特海峡上的一個島嶼，也是一個市鎮，位於日德蘭半島北部對開，屬北日德蘭大區。面積118平方公里，2009年人口1,993人。行政中心为比鲁姆。